# Jantho Makmur
Jantho Makmur is een bestuurslaag in het regentschap Aceh Besar van de provincie Atjeh, Indonesië. Jantho Makmur telt 3466 inwoners (volkstelling 2010).